# Rhens
Rhens (ˈʁeːns) ist eine Stadt im Landkreis Mayen-Koblenz in Rheinland-Pfalz und zweiter Verwaltungssitz der zum 1. Juli 2014 neu geschaffenen Verbandsgemeinde Rhein-Mosel, der sie auch angehört. Rhens ist gemäß Landesplanung als Grundzentrum ausgewiesen.

## Geographie

Brey (links) und Rhens am Rhein

Die Lage der Stadt am relativ flachen Westufer des Rheins ist durch den Gegensatz zu den Steilhängen der Ostseite geprägt, über denen – schräg gegenüber der Stadt – die Marksburg thront. Rhens gehört seit 2002 zum UNESCO-Welterbe Oberes Mittelrheintal.
Verkehrsmäßig ist Rhens durch die Bahn und die B 9 gut erschlossen, und ins hügelige Hinterland führen zwei Routen der Rheingoldstraße.
Zu Rhens gehören die Gemeindeteile bzw. Wohnplätze Am Samberg, Haus Waldfriede, Hünenfeld, Kronenhof, Mühlental, Philippsberg, Schauren (Siedlung), Viktor-Jaeger-Stiftung und Haus Wolfsdelle.

## Geschichte

### Ortsgeschichte

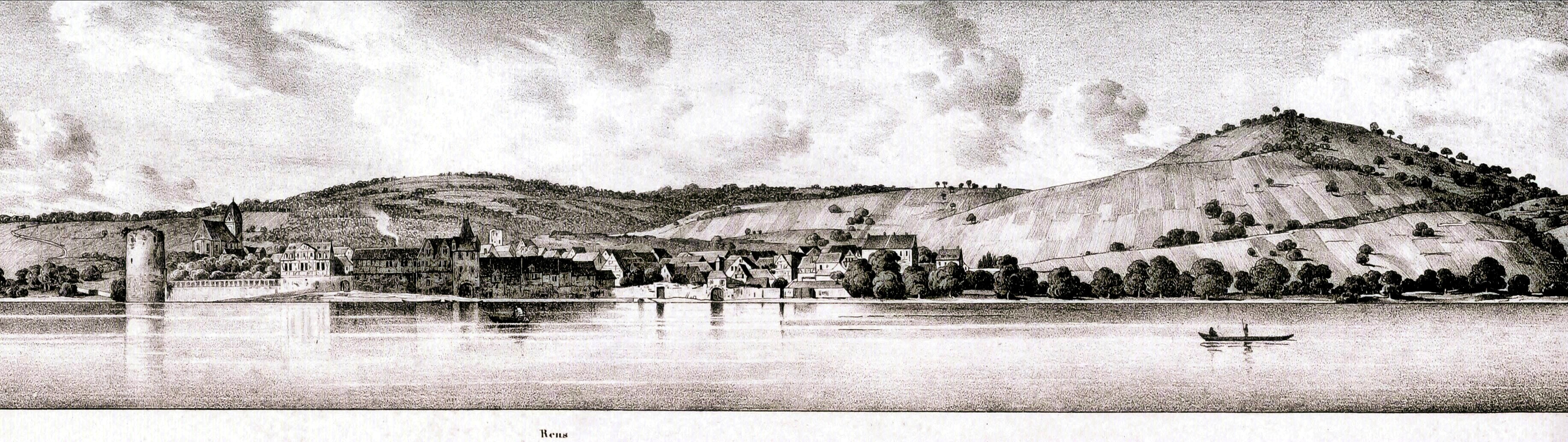
Panorama von Rhens von Jakob Becker 1833

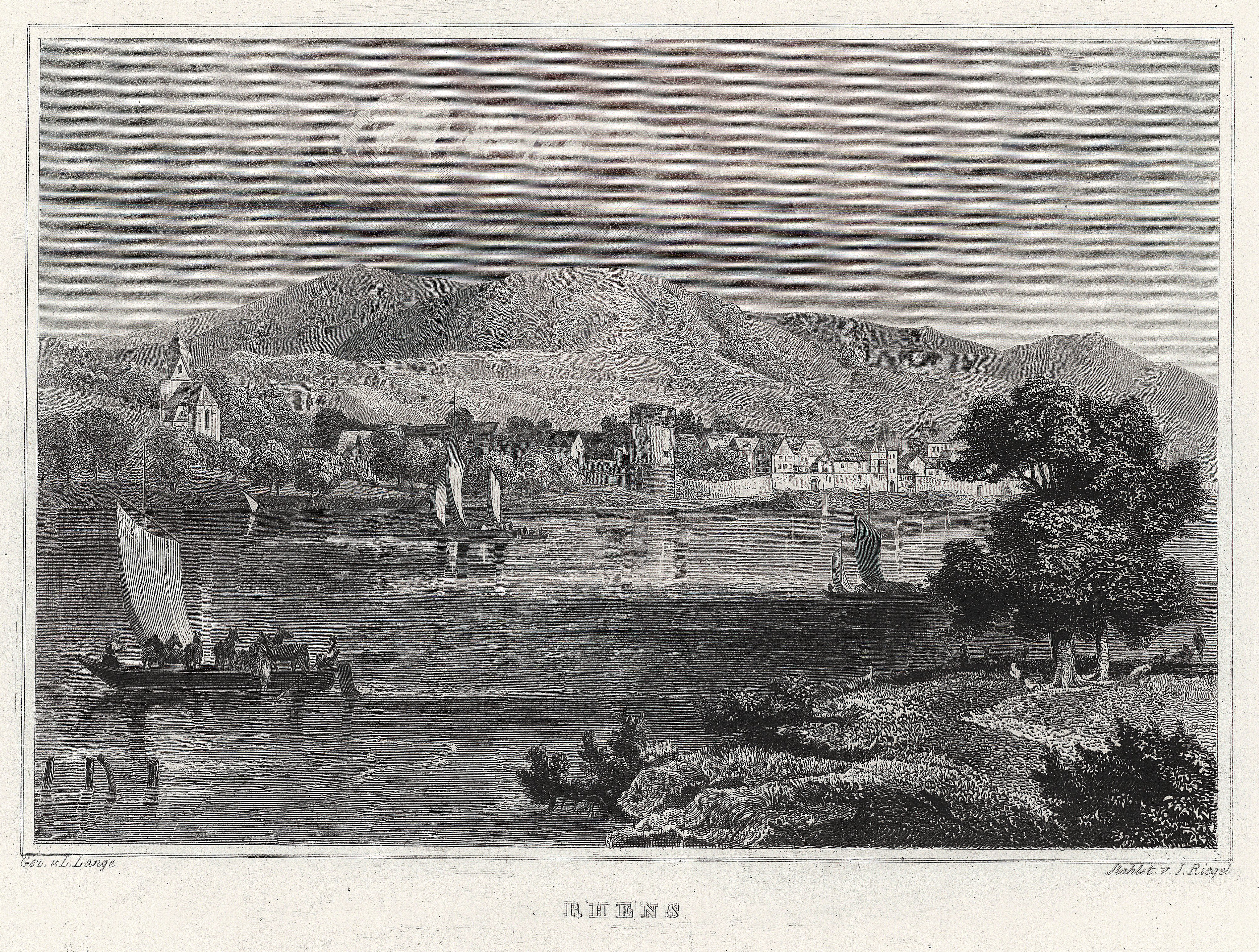
Ansicht von Rhens im 19. Jahrhundert

Die erste urkundliche Erwähnung des Ortes erfolgte am 29. September 874, als der Trierer Erzbischof Bertolf dem Kunibertstift in Köln den Besitz von Gütern in Boppard, Spay, Oberspay und Rhens bestätigte.
Die Vogtei über Rhens war 1174 im Besitz der Grafen von Saffenburg, die sie für 200 Mark an den Erzbischof von Köln verkauften. Seit dieser Zeit gehörte Rhens zum Kurfürstentum Köln. 1273 wurden in Rhens die Vorverhandlungen zur Wahl König Rudolfs I. geführt, 1308 tagte eine Reichsversammlung zur Wahl Heinrichs VII. in Rhens. Das bedeutendste Ereignis in der Geschichte der Stadt war 1338 die Bildung des Kurvereins zu Rhense, in dem sich die sieben Kurfürsten auf die künftigen Modalitäten der Wahl eines deutschen Königs einigten und dem Papst das von ihm beanspruchte Approbationsrecht absprachen. An dieses Ereignis erinnert bis heute der Königsstuhl von Rhens. Am 11. Juli 1346 wurde Karl IV. in Rhens zum römisch-deutschen König gewählt. 1398 bis 1414 wurde Rhens mit einer Stadtmauer umgeben. 1418 war die Stadtwerdung abgeschlossen, denn in den Jahren 1418 und 1419 trat Rhens als Münzstätte in Erscheinung und wurde auch ausdrücklich als Stadt bezeichnet. Eine Urkunde, in der Rhens zur Stadt erhoben wird, ist indes nicht erhalten. 1400 wurde Wenzel, Sohn Kaiser Karls IV., als römischer König von den drei geistlichen Kurfürsten und von Ruprecht III., dem Pfalzgrafen bei Rhein, auf der Burg Lahneck in Oberlahnstein abgewählt. Ruprecht wurde daraufhin in Rhens zum neuen König gewählt. Anzumerken ist, dass der zwischen 1376 und 1397 errichtete Königsstuhl vor 1929 direkt am Rhein stand und sich nun auf einer Anhöhe in Richtung Waldesch befindet.
Von 1575 bis 1647 kam es in Rhens zu Hexenverfolgungen. In den Hexenprozessen wurden 26 Menschen, 23 Frauen und drei Männer, wegen angeblicher Zauberei hingerichtet. Prominentestes und letztes Opfer war Margarethe Altenhofen, Frau des Bürgermeisters Gerhard Altenhofen, die am 7. März 1646 hingerichtet wurde. Die Einkerkerung und Folterung fand im „Scharfen Turm“ (Teil der Stadtmauer, direkt am Rhein) und auf dem Rathaus statt. Die Hinrichtungen wurden an mindestens zwei verschiedenen Orten durchgeführt.
Unter hessischer Pfandherrschaft wurde 1528 in Rhens die Reformation eingeführt. Als Rhens zum evangelisch-reformierten Bekenntnis wechseln musste, kam es 1618 in der Pfarrkirche St. Dionysius zu einem Bildersturm. Mit Einlösung der Pfandschaft durch den Freiherrn Johann Jakob von Bronkhorst-Batenburg im Jahre 1630 wurde Rhens wieder katholisch. 1650 mussten die Reformierten die Ihnen auf der Grundlage des Westfälischen Friedens zugesprochene Kirche räumen. Bis zu ihrer Vertreibung im Jahre 1685 bildeten sie eine eigene Kirchengemeinde. 

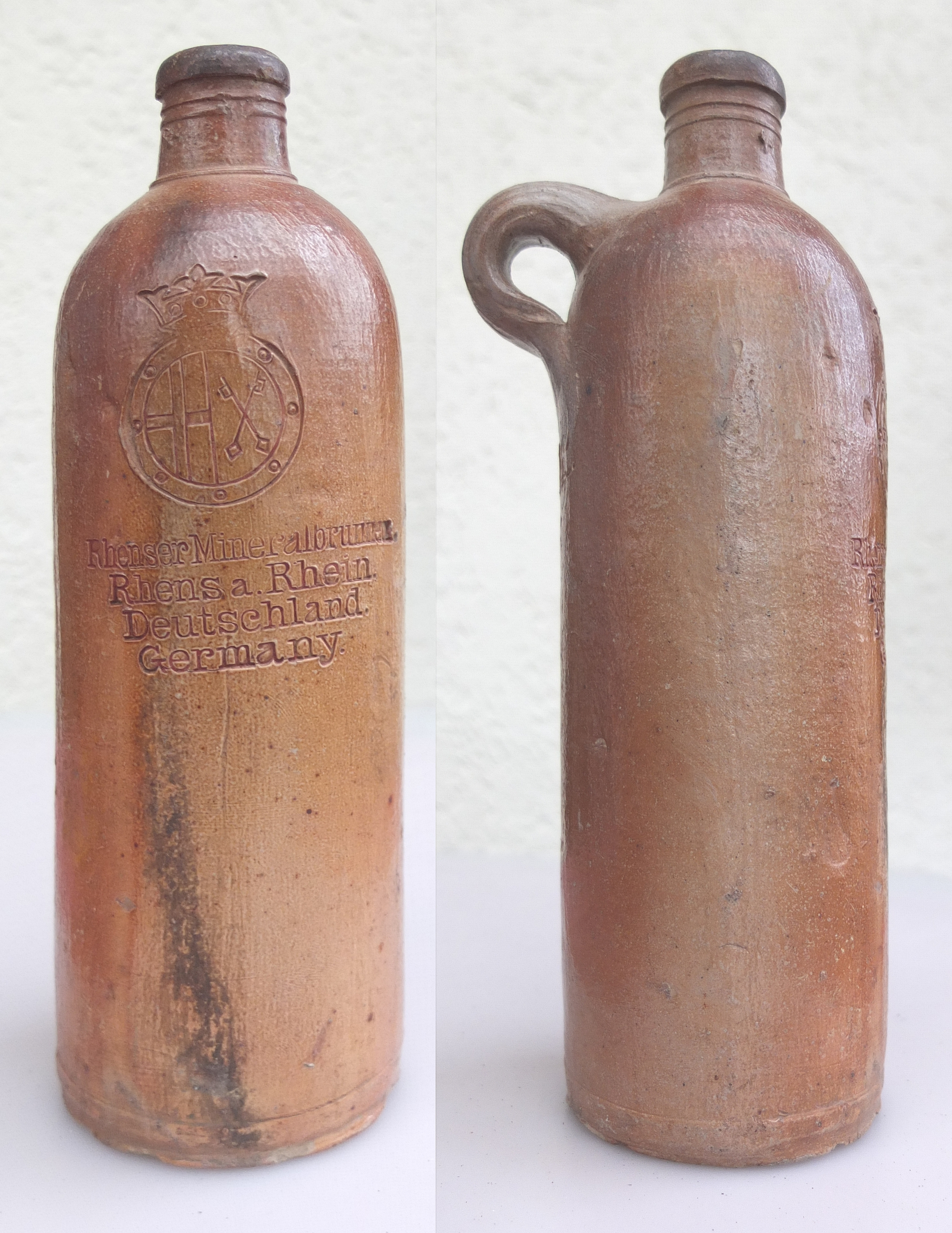
„Rhenser Mineralbrunnen“ Flaschen mit Rhenser Stadtwappen, 19. Jahrhundert

 2001 wurde im Bad Schwalbacher Pfarrarchiv der Abendmahlskelch der 1685 nach Bad Schwalbach emigrierten Rhenser Calvinisten entdeckt und damit 2002 die Herstellung einer originalgetreuen Kopie dieses Kelches zum „ökumenischen Gebrauch“ in beiden Rhenser Kirchengemeinden veranlasst.
Auf eine lange Tradition kann sich der Rhenser Mineralbrunnen berufen. Erstmals im 16. Jahrhundert erwähnt, wird hier seit über 150 Jahren Mineralwasser industriell abgefüllt. Das Unternehmen gehört zu den bedeutendsten Anbietern von Mineralwässern und Süßgetränken in Deutschland. Es bietet u. a. die Marken „Rhenser“, „Perling“ und „Silvetta“ an.
Am 7. November 1970 wurde der Gebietsteil Kripp mit 248 Einwohnern nach Koblenz umgemeindet. Seit dem 6. September 1984 hat Rhens erneut das Stadtrecht.

### Bevölkerungsentwicklung
Die Entwicklung der Einwohnerzahl von Rhens, bezogen auf das heutige Stadtgebiet; die Werte von 1871 bis 1987 beruhen auf Volkszählungen:
| Rhens: Einwohnerzahlen von 1815 bis 2024 | Rhens: Einwohnerzahlen von 1815 bis 2024 | Rhens: Einwohnerzahlen von 1815 bis 2024 | Rhens: Einwohnerzahlen von 1815 bis 2024 | Rhens: Einwohnerzahlen von 1815 bis 2024 |
| ---------------------------------------- | ---------------------------------------- | ---------------------------------------- | ---------------------------------------- | ---------------------------------------- |
| Jahr                                     |                                          |                                          |                                          | Einwohner                                |
| 1815                                     | 1815                                     |                                          | 1.355                                    | 1.355                                    |
| 1835                                     | 1835                                     |                                          | 1.476                                    | 1.476                                    |
| 1871                                     | 1871                                     |                                          | 1.493                                    | 1.493                                    |
| 1905                                     | 1905                                     |                                          | 1.646                                    | 1.646                                    |
| 1939                                     | 1939                                     |                                          | 2.018                                    | 2.018                                    |
| 1950                                     | 1950                                     |                                          | 2.315                                    | 2.315                                    |
| 1961                                     | 1961                                     |                                          | 2.711                                    | 2.711                                    |
| 1970                                     | 1970                                     |                                          | 2.932                                    | 2.932                                    |
| 1987                                     | 1987                                     |                                          | 2.761                                    | 2.761                                    |
| 1997                                     | 1997                                     |                                          | 2.898                                    | 2.898                                    |
| 2005                                     | 2005                                     |                                          | 3.051                                    | 3.051                                    |
| 2011                                     | 2011                                     |                                          | 2.929                                    | 2.929                                    |
| 2017                                     | 2017                                     |                                          | 2.939                                    | 2.939                                    |
| 2024                                     | 2024                                     |                                          | 2.950                                    | 2.950                                    |
|                                          |                                          |                                          |                                          |                                          |

## Politik

### Stadtrat
Der Stadtrat in Rhens besteht aus 20 Ratsmitgliedern, die bei der Kommunalwahl am 9. Juni 2024 in einer personalisierten Verhältniswahl gewählt wurden, und dem ehrenamtlichen Stadtbürgermeister als Vorsitzendem.
Die Sitzverteilung im Stadtrat:
| Wahl | SPD | CDU | Gesamt   |
| ---- | --- | --- | -------- |
| 2024 | 7   | 13  | 20 Sitze |
| 2019 | 9   | 11  | 20 Sitze |
| 2014 | 9   | 11  | 20 Sitze |
| 2009 | 8   | 12  | 20 Sitze |
| 2004 | 7   | 13  | 20 Sitze |

### Bürgermeister
Jörg Schüller (CDU) wurde am 11. Juli 2024 Stadtbürgermeister von Rhens. Bei der Direktwahl am 9. Juni 2024 war er bei einer Wahlbeteiligung von 70,4 % als einziger Kandidat mit einem Stimmenanteil von 82,9 % gewählt worden.
Schüllers Vorgänger Raimund Bogler (CDU) hatte das Amt zehn Jahre inne.

### Wappen
Der Wappenschild zeigt in seiner rechten Hälfte das schwarze kurkölnische Kreuz und in seiner linken Hälfte zwei goldene Stadtschlüssel.

### Städtepartnerschaft
Seit 1984 hat die Stadt Rhens eine Partnerschaft mit der Stadt Bramley in Großbritannien.

## Kultur und Sehenswürdigkeiten

### Sehenswürdigkeiten in Rhens
- Königsstuhl – „Auf Schawall“ in Rhens (von ungefähr 1400)
- Scharfer Turm – ab 1396 direkt am Rhein als Zollturm errichtet, später als Gefängnis genutzt, 1645/46 Inhaftierung und Folterung von zehn angeblichen Hexen und Hexenmeistern, Generalsanierung Ende der 1980er Jahre, seitdem Nutzung als Veranstaltungsraum
- Rathaus am Marktplatz: Das Erdgeschoss entstammt etwa dem Jahr 1500, sein Obergeschoss mit Giebel wurde um 1600 aufgesetzt.[15]
- Deutsches Haus – erbaut von 1566 bis 1570 unmittelbar am Rheinufer, besonders imposantes Fachwerkgebäude, unmittelbar mit dem Rheintor verbunden; im 19. Jahrhundert Stammsitz der rheinischen Verwandtschaft des Malers Wilhelm von Kügelgen.[16] – Das Deutsche Haus besitzt einen großen historischen Gewölbekeller. Es geht die Legende um, dass Napoleon auf seiner Flucht vor den nachrückenden alliierten Truppen dort einkehrte, während die Truppen Blüchers in der Neujahrsnacht 1813/14 bei Kaub den Rhein überquerten.
- Historischer Ortskern („Flecke“) – neu gestaltet mit Marktplatz, „Ochsenbrunnen“ und vielen Fachwerkhäusern
- Stadtmauer – rund um die Altstadt mit zahlreichen Toren
- Pfarrkirche St. Dionysius – am Friedhof, erstmals 873 urkundlich erwähnt, Bausubstanz aus dem 11. Jahrhundert, mit einer überwiegend barocken Innenausstattung, neu saniert, mit prächtigen Gemälden
- Pfarrkirche St. Theresia – direkt beim Ortskern

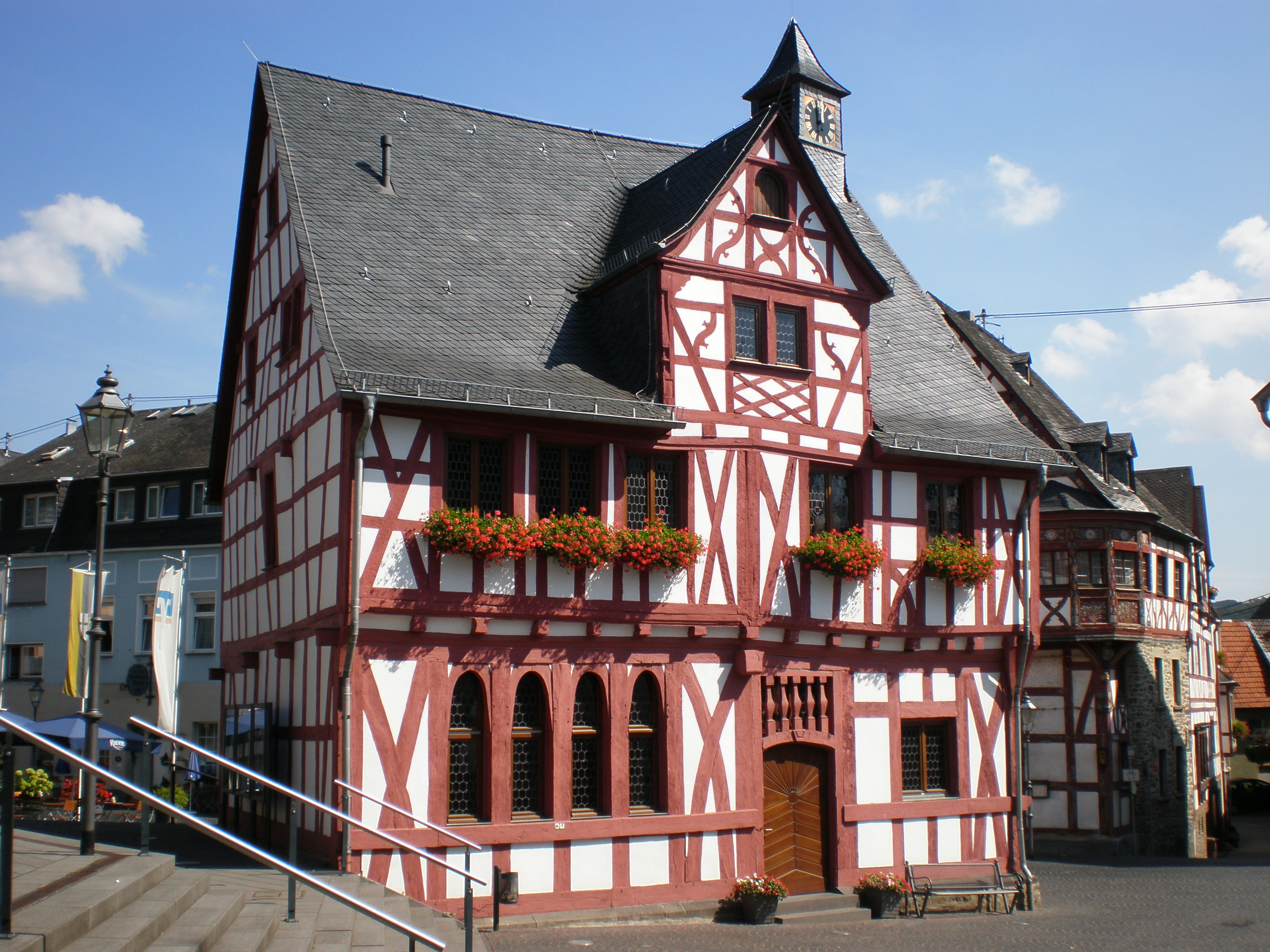
Altes Rathaus
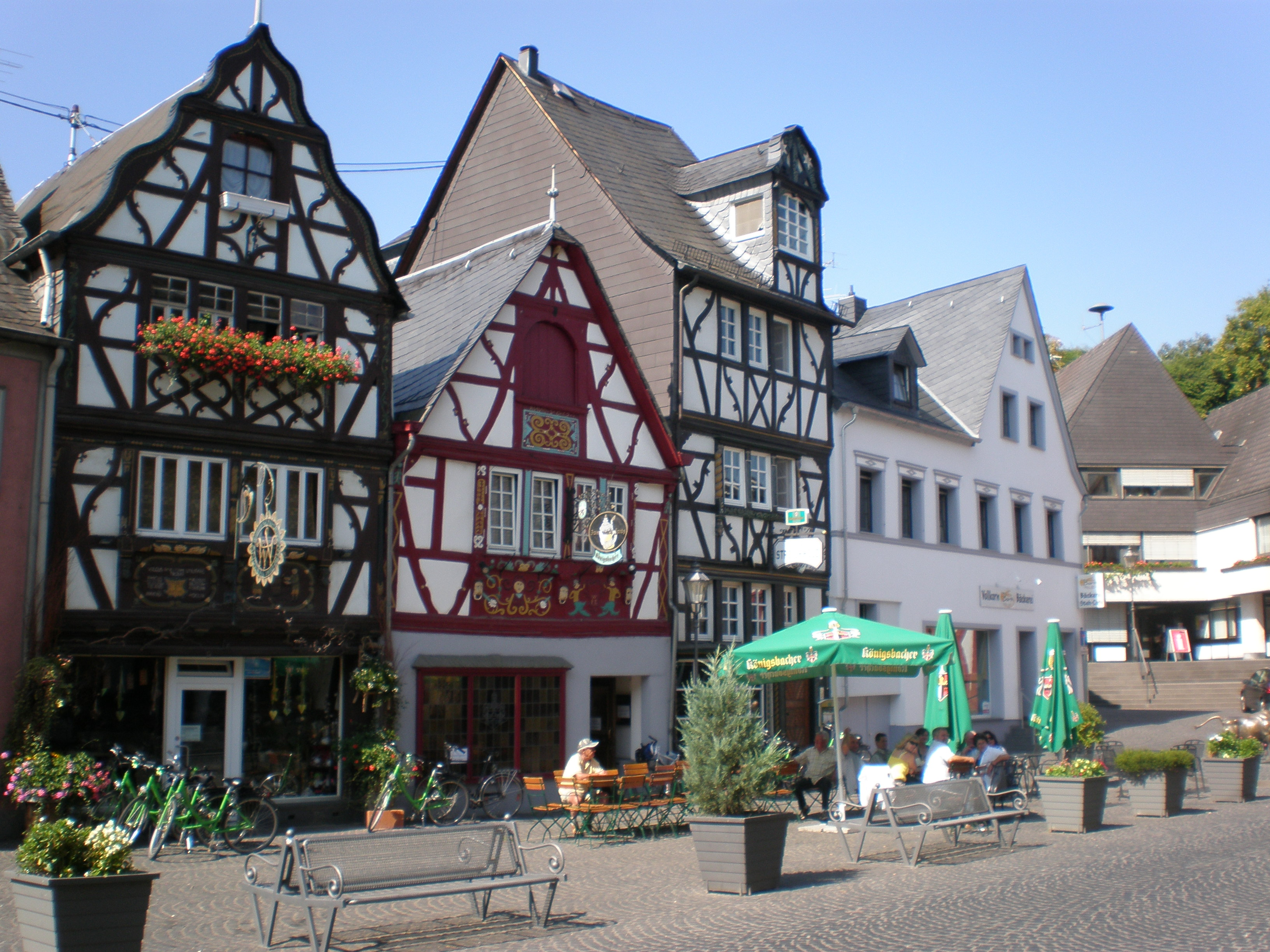
Historischer Ortskern
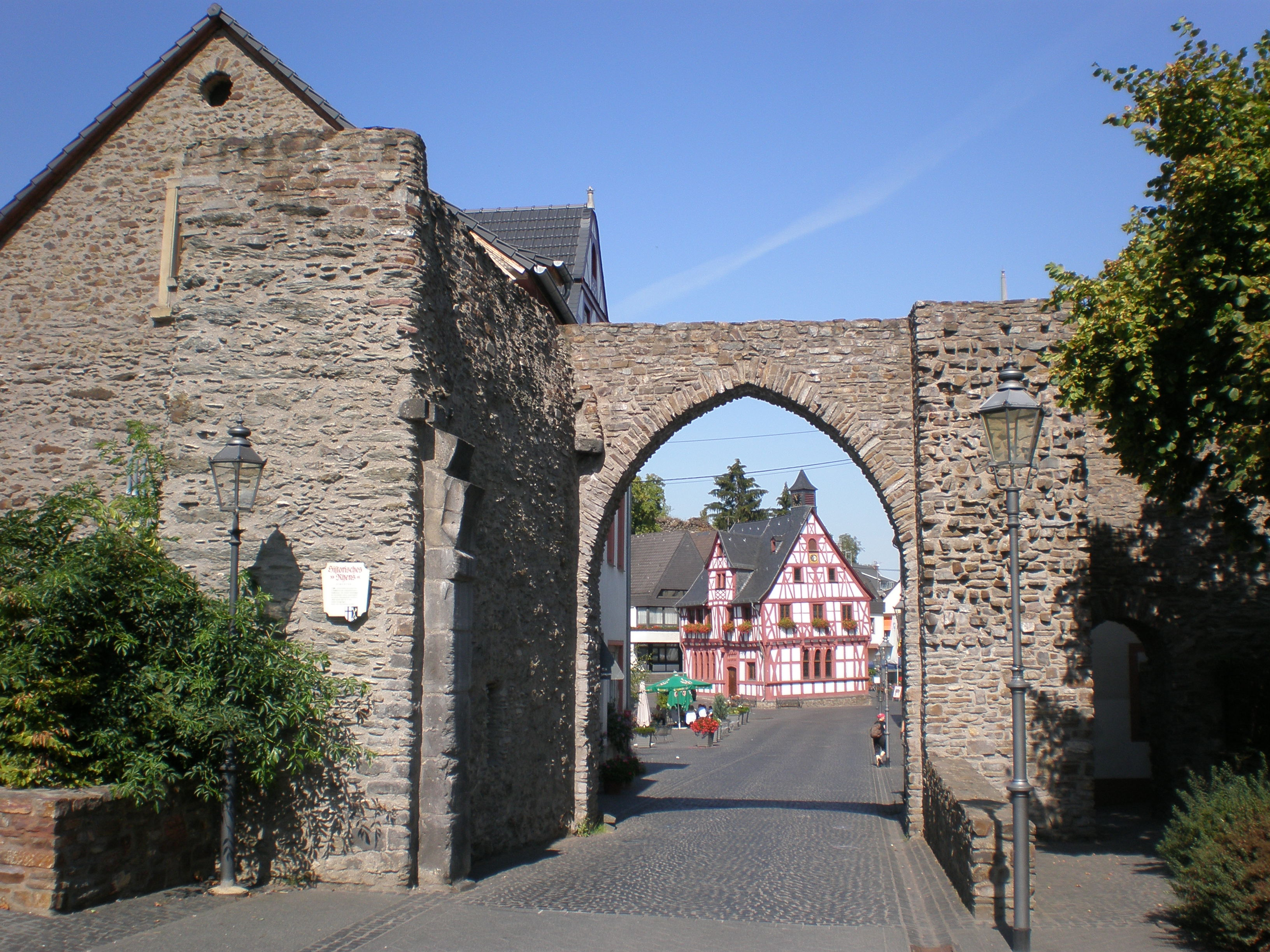
Stadttor mit Blick auf das alte Rathaus
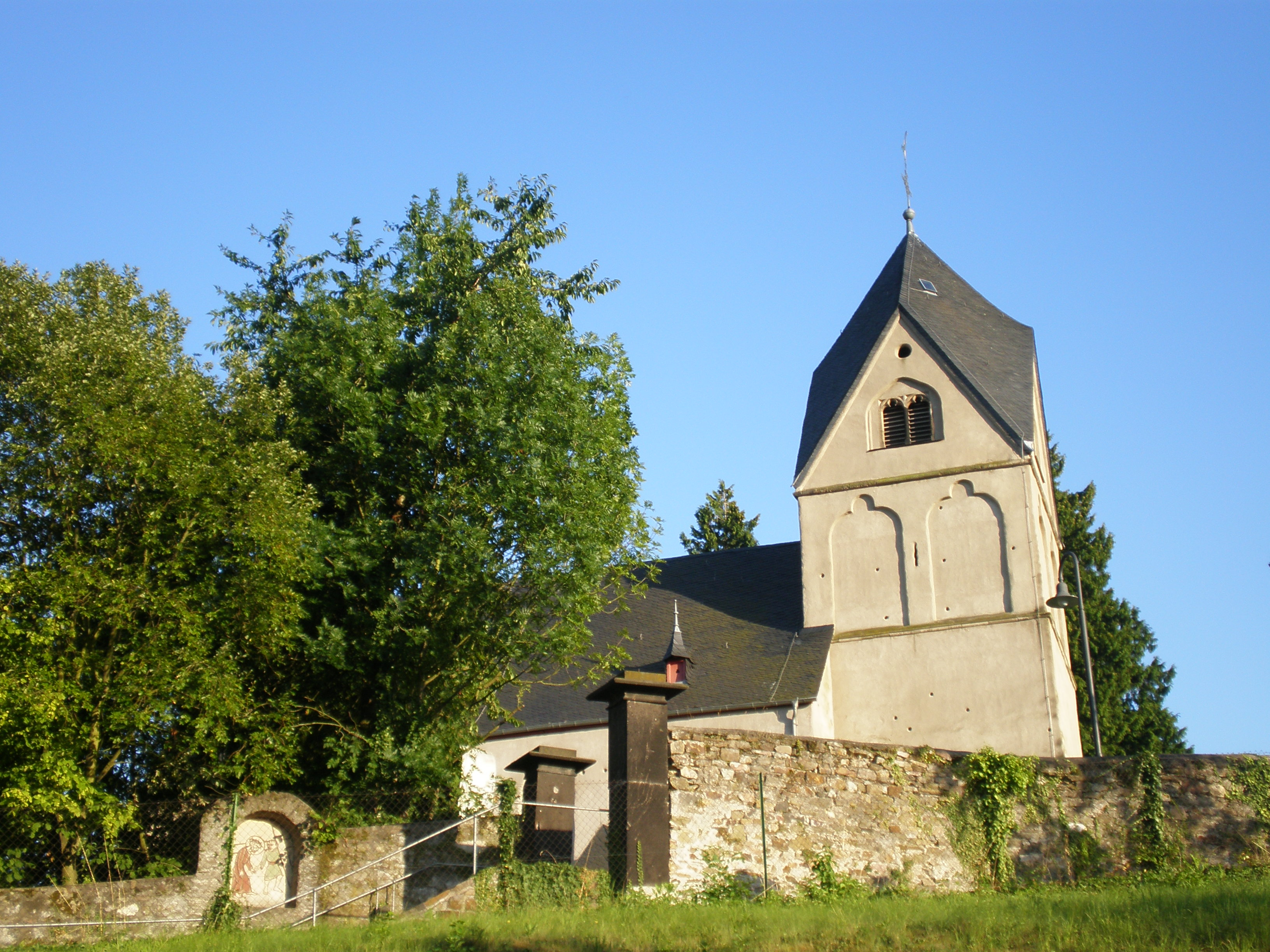
St. Dionysius am Friedhof
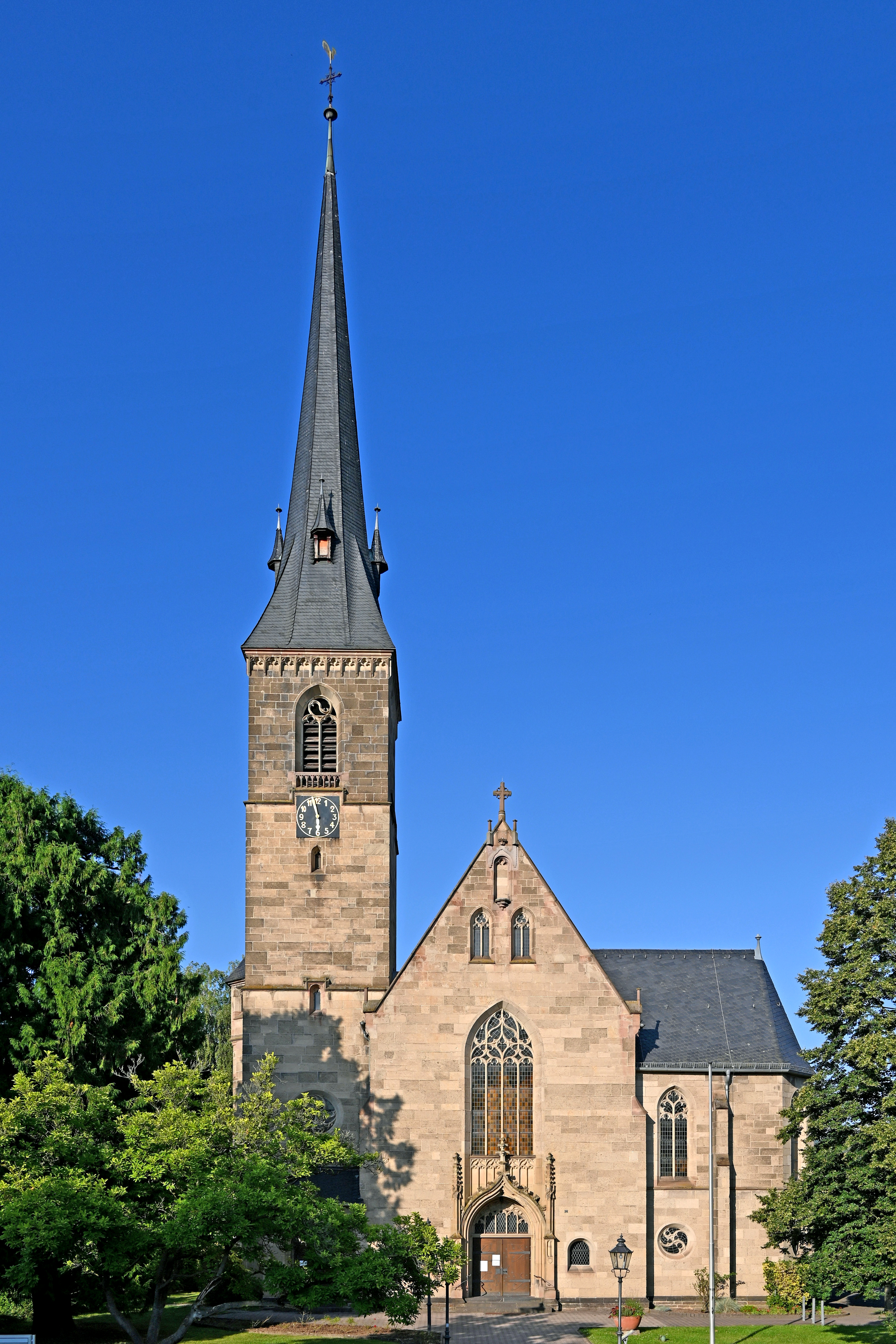
St. Theresia
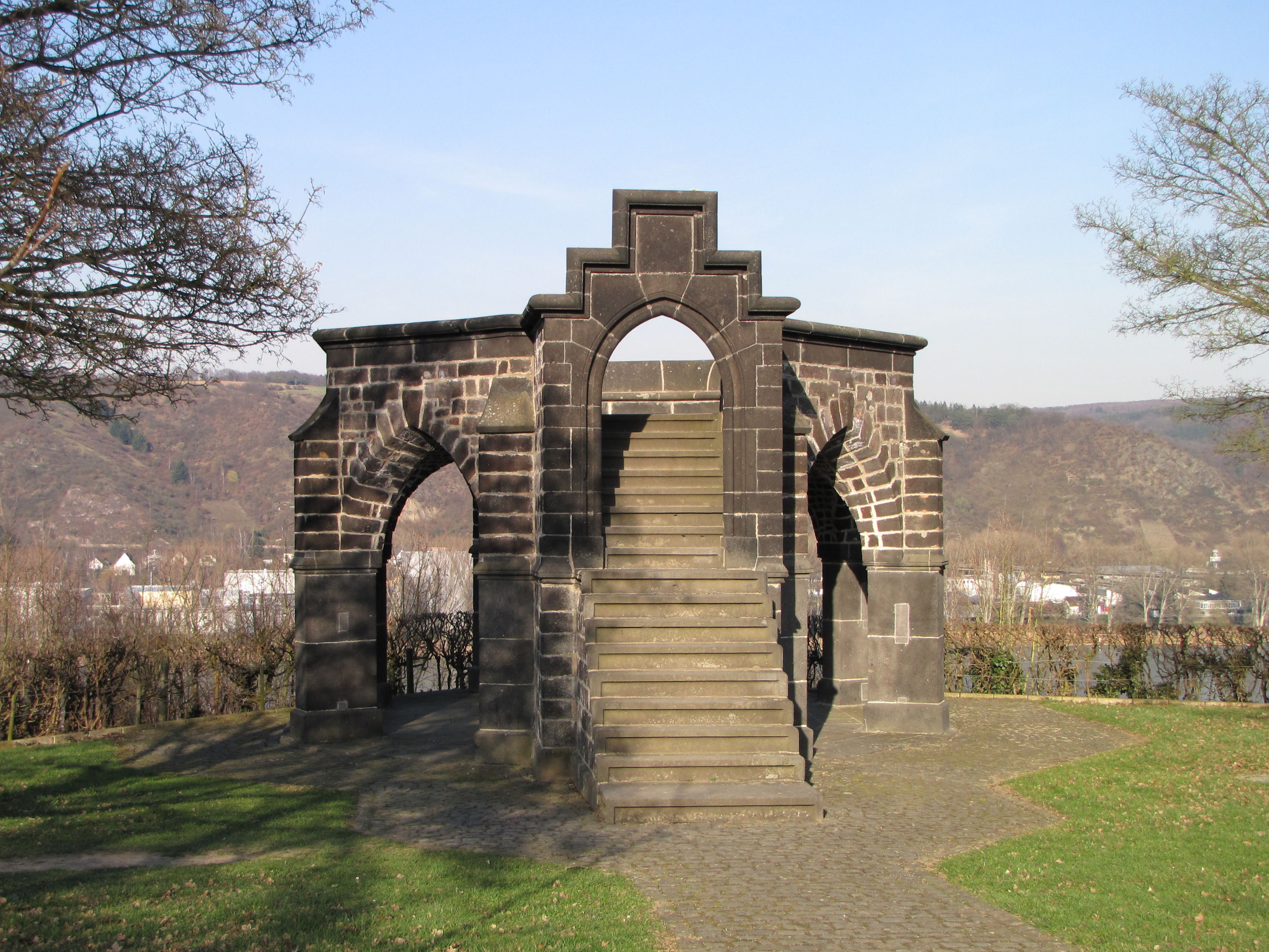
Königsstuhl als Erinnerung an den Kurverein von Rhense 1338

### Regelmäßige Veranstaltungen
- Rhein in Flammen – Großfeuerwerke und Schiffskonvoi am 2. Samstag im August von Spay nach Koblenz
- Stadtfest – im historischen Ortskern am zweiten Wochenende im September
- Mittelrhein-Marathon – Großsportereignis von Oberwesel bis Koblenz im Juni (2005 bis letztmals 2015)
- Tal Total – bis 2019 jährlich stattgefundene Großveranstaltung, bei der Teile des Mittelrheintals ausschließlich dem nichtmotorisierten Verkehr zur Verfügung standen
- Rhenser Rhein-Hunsrück MTB Marathon – eine jährliche Mountainbike-Veranstaltung über die Strecken 35, 50 und 80 km mit Teilnehmern aus ganz Europa
- Bella Musica „Am Teich“ – jährlich stattfindende Chorveranstaltung des MC Rhens/CG „Rund um den Königsstuhl“ im Juli

## Wirtschaft und Infrastruktur

### Weinbau
Rhens gehört zum „Weinbaubereich Loreley“ im Anbaugebiet Mittelrhein. Im Ort sind zwei Weinbaubetriebe tätig, die bestockte Rebfläche beträgt 2 ha. Etwa 90 % des angebauten Weins sind Weißweinrebsorten (Stand 2007). Im Jahre 1979 waren noch zwölf Betriebe tätig, die Rebfläche betrug 10 ha.

### Verkehrsanbindung

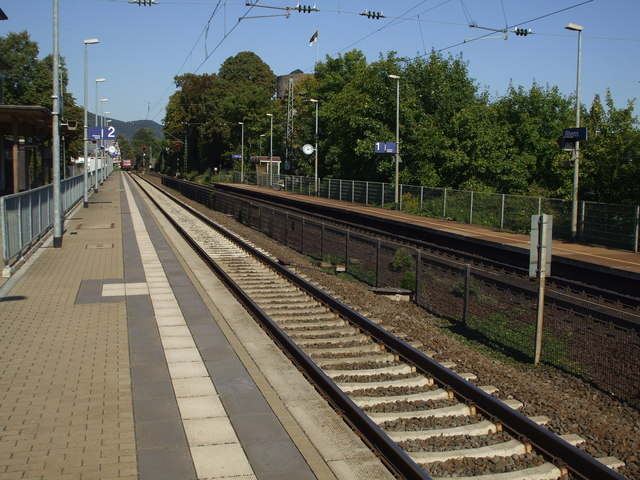
Bahnhof in Rhens

Rhens besitzt einen Bahnhof an der linken Rheinstrecke. Hier halten stündlich Regionalbahnen der von Trans regio betriebenen Linie RB 26 zwischen Mainz und Köln.
| Linie | Verlauf | Takt   |
| ----- | --- | ------ |
| RB 26 | MittelrheinBahn: (Köln/Bonn Flughafen –) (nur im Nachtverkehr) Köln Messe/Deutz – Köln Hbf – Köln West – Köln Süd – Hürth-Kalscheuren – Brühl – Sechtem – Roisdorf – Bonn Hbf – Bonn UN Campus – Bonn-Bad Godesberg – Bonn-Mehlem – Rolandseck – Oberwinter – Remagen – Sinzig (Rhein) – Bad Breisig – Brohl – Namedy – Andernach – Weißenthurm – Mülheim-Kärlich – Koblenz-Lützel – Koblenz Stadtmitte – Koblenz Hbf – Rhens – Spay – Boppard Hbf – Boppard-Bad Salzig – Boppard-Hirzenach – Sankt Goar – Oberwesel – Bacharach – Niederheimbach – Trechtingshausen – Bingen (Rhein) Hbf – Bingen (Rhein) Stadt – Bingen-Gaulsheim – Gau Algesheim – Ingelheim – Heidesheim (Rheinhessen) – Uhlerborn – Budenheim – Mainz-Mombach – Mainz Hbf Stand: Fahrplanwechsel Dezember 2021 | 60 min |

Durch die Regionalbuslinie 670 des VRM besteht im Halbstundentakt eine Direktanbindung an die Koblenzer Innenstadt sowie montags bis freitags nach Boppard.
Durch die Bundesstraße 9 sind im Straßenverkehr Koblenz und Bingen am Rhein (und von dort aus die A 60) direkt erreichbar.

## Persönlichkeiten
- Margarethe Altenhofen (um 1596–1646), Frau des Bürgermeisters Gerhard Altenhofen, letztes Opfer der Hexenverfolgung in Rhens
- Joseph Hoegg (1818–1885), Maler der Düsseldorfer Schule
- Gabriel Hubert Iser (1826–1907), Reichsgerichtsrat
- Fritz Meyer (1915–1982), Ingenieur, unter anderem Aufsichtsratsvorsitzender von „Blaue Quellen“ in Rhens, lebte in Rhens[18]
- Bruno Schüller (1925–2007), Jesuit und Moraltheologe
- Adolf Weiland (* 1953), Politiker